# L'Argentera
L'Argentera è un comune spagnolo situato nella comunità autonoma della Catalogna.